# Васил Карагьозов (опълченец)
 Тази статия е за опълченеца от Бельово.  За други хора с това име вижте Васил Карагьозов (пояснение).  
Васил Захариев Карагьозов е български опълченец.

## Биография
Роден е в 1853 година в пиринското село Бельово (тогава в Османската империя).
Карагьозов участва в Сръбско-турската война от 1876 година в доброволческата армия, командвана от генерал Михаил Черняев, в Трети руско-български батальон на генерал Фьодор Де Прерадович. За участието си във войната е отличен с медал „Рат за освобождение и независимост 1876-1877-1878“ и орден „За храброст 1877 – 1878“ от сръбския княз Милан Обренович, които днес се съхраняват в Историческия музей на Самоков.
След края на войната Карагьозов заминава със сръбски паспорт от Кладово за Плоещ и е препратен в Кишинев, където се записва доброволец в българското опълчение за участие в Руско-турската война. Зачислен е на 29 април в състава на Шеста дружина под командването на подполковник Николай Беляев, в пета рота, преномерирана на 23 юни в четвърта рота. На 23 май е произведен ефрейтор. Уволнен е на 27 април или на 17 юни 1878 година от втора рота.
Награден е със Знака за отличие на военния орден „Свети Георги“ IV степен на 20 април 1878 година за битката при Шейново.
След Освобождението живее в Самоков. Притежава фурна и хан. През 1884 година става спомоществовател за издаването на спомените на Де Прерадович за Освободителната война. Написва спомени за участието си във войната. Умира на 20 май 1935 година в Самоков.